# Partecipanti alla Gand-Wevelgem 2024
Elenco dei partecipanti alla Gand-Wevelgem 2024.
La Gand-Wevelgem 2024 è stata l'ottantaseiesima edizione della corsa. Alla competizione presero parte 25 squadre: le diciotto iscritte all'UCI World Tour 2024 e sette dell'UCI ProTeam.
Accreditati alla partenza 173 ciclisti.

## Corridori per squadra
Nota: R ritirato, NP non partito, FT fuori tempo, SQ squalificato
| Team Visma-Lease a Bike         | Team Visma-Lease a Bike         | Team Visma-Lease a Bike         | Alpecin-Deceuninck    | Alpecin-Deceuninck    | Alpecin-Deceuninck    | Intermarché-Wanty     | Intermarché-Wanty     | Intermarché-Wanty     |
| ------------------------------- | ------------------------------- | ------------------------------- | --------------------- | --------------------- | --------------------- | --------------------- | --------------------- | --------------------- |
| N°                              | Ciclista                        | Clas.                           | N°                    | Ciclista              | Clas.                 | N°                    | Ciclista              | Clas.                 |
| 1                               | Tiesj Benoot                    | 40°                             | 11                    | Mathieu van der Poel  | 2°                    | 21                    | Biniam Girmay         | 7°                    |
| 2                               | Olav Kooij                      | 6°                              | 12                    | Jasper Philipsen      | 4°                    | 22                    | Madis Mihkels         | 39°                   |
| 3                               | Jan Tratnik                     | R                               | 13                    | Timo Kielich          | 51°                   | 23                    | Hugo Page             | 53°                   |
| 4                               | Edoardo Affini                  | 96°                             | 14                    | Søren Kragh Andersen  | 50°                   | 24                    | Laurenz Rex           | 16°                   |
| 5                               | Tosh Van Der Sande              | R                               | 15                    | Silvan Dillier        | R                     | 25                    | Adrien Petit          | R                     |
| 6                               | Mick van Dijke                  | 85°                             | 16                    | Ramon Sinkeldam       | R                     | 26                    | Mike Teunissen        | 57°                   |
| 7                               | Tim van Dijke                   | 45°                             | 17                    | Gianni Vermeersch     | 48°                   | 27                    | Georg Zimmermann      | 91°                   |
| Soudal Quick-Step               | Soudal Quick-Step               | Soudal Quick-Step               | Arkéa-B&B Hotels      | Arkéa-B&B Hotels      | Arkéa-B&B Hotels      | Astana Qazaqstan Team | Astana Qazaqstan Team | Astana Qazaqstan Team |
| N°                              | Ciclista                        | Clas.                           | N°                    | Ciclista              | Clas.                 | N°                    | Ciclista              | Clas.                 |
| 31                              | Tim Merlier                     | 8°                              | 41                    | Arnaud Démare         | 60°                   | 51                    | Cees Bol              | 98°                   |
| 32                              | Yves Lampaert                   | 56°                             | 42                    | David Dekker          | 66°                   | 52                    | Evgenij Fëdorov       | 75°                   |
| 33                              | Gil Gelders                     | 52°                             | 43                    | Mathis Le Berre       | 81°                   | 53                    | Michele Gazzoli       | 78°                   |
| 34                              | Josef Černý                     | R                               | 44                    | Luca Mozzato          | 15°                   | 54                    | Evgenij Gidič         | NP                    |
| 35                              | Bert Van Lerberghe              | 49°                             | 45                    | Daniel McLay          | R                     | 55                    | Max Kanter            | R                     |
| 36                              | Kasper Asgreen                  | 54°                             | 46                    | Miles Scotson         | R                     | 56                    | Michael Mørkøv        | R                     |
| 37                              | Luke Lamperti                   | 72°                             | 47                    | Alan Riou             | R                     | 57                    | Gleb Syrica           | R                     |
| Bahrain Victorious              | Bahrain Victorious              | Bahrain Victorious              | Bora-Hansgrohe        | Bora-Hansgrohe        | Bora-Hansgrohe        | Cofidis               | Cofidis               | Cofidis               |
| N°                              | Ciclista                        | Clas.                           | N°                    | Ciclista              | Clas.                 | N°                    | Ciclista              | Clas.                 |
| 61                              | Matej Mohorič                   | 13°                             | 71                    | Jordi Meeus           | 3°                    | 81                    | Piet Allegaert        | 30°                   |
| 62                              | Matevž Govekar                  | R                               | 72                    | Nico Denz             | 59°                   | 82                    | Stanisław Aniołkowski | R                     |
| 63                              | Kamil Gradek                    | R                               | 73                    | Marco Haller          | 55°                   | 83                    | Aimé De Gendt         | R                     |
| 64                              | Fran Miholjević                 | R                               | 74                    | Filip Maciejuk        | R                     | 84                    | Milan Fretin          | 73°                   |
| 65                              | Andrea Pasqualon                | 69°                             | 75                    | Ryan Mullen           | R                     | 85                    | Nolann Mahoudo        | R                     |
| 66                              | Dušan Rajović                   | R                               | 76                    | Luis-Joe Lührs        | R                     | 86                    | Alexis Renard         | 28°                   |
| 67                              | Fred Wright                     | 21°                             | 77                    | Danny van Poppel      | 46°                   | 87                    | Axel Zingle           | R                     |
| Decathlon AG2R La Mondiale Team | Decathlon AG2R La Mondiale Team | Decathlon AG2R La Mondiale Team | EF Education-EasyPost | EF Education-EasyPost | EF Education-EasyPost | Groupama-FDJ          | Groupama-FDJ          | Groupama-FDJ          |
| N°                              | Ciclista                        | Clas.                           | N°                    | Ciclista              | Clas.                 | N°                    | Ciclista              | Clas.                 |
| 91                              | Oliver Naesen                   | 11°                             | 101                   | Stefan Bissegger      | 12°                   | 111                   | Stefan Küng           | 14°                   |
| 92                              | Edvald Boasson Hagen            | 94°                             |                       |                       |                       | 112                   | Lewis Askey           | 87°                   |
| 93                              | Dries De Bondt                  | 80°                             | 103                   | Jack Rootkin-Gray     | R                     | 113                   | Sven Erik Bystrøm     | 64°                   |
| 94                              | Sander De Pestel                | R                               | 104                   | Jonas Rutsch          | R                     | 114                   | Olivier Le Gac        | R                     |
| 95                              | Pierre Gautherat                | 35°                             | 105                   | Harry Sweeny          | 65°                   | 115                   | Fabian Lienhard       | 22°                   |
| 96                              | Jordan Labrosse                 | R                               | 106                   | Michael Valgren       | 36°                   | 116                   | Laurence Pithie       | 26°                   |
| 97                              | Sam Bennett                     | R                               | 107                   | Yuhi Todome           | R                     | 117                   | Samuel Watson         | R                     |
| Ineos Grenadiers                | Ineos Grenadiers                | Ineos Grenadiers                | Lidl-Trek             | Lidl-Trek             | Lidl-Trek             | Movistar Team         | Movistar Team         | Movistar Team         |
| N°                              | Ciclista                        | Clas.                           | N°                    | Ciclista              | Clas.                 | N°                    | Ciclista              | Clas.                 |
| 121                             | Jhonatan Narváez                | R                               | 131                   | Mads Pedersen         | 1°                    | 141                   | Fernando Gaviria      | R                     |
| 122                             | Elia Viviani                    | R                               | 132                   | Otto Vergaerde        | 42°                   | 142                   | Mathias Norsgaard     | 76°                   |
| 123                             | Cameron Wurf                    | R                               | 133                   | Edward Theuns         | 47°                   | 143                   | Johan Jacobs          | 89°                   |
| 124                             | Magnus Sheffield                | 44°                             | 134                   | Daan Hoole            | 86°                   | 144                   | Davide Cimolai        | R                     |
| 125                             | Ben Swift                       | 63°                             | 135                   | Alex Kirsch           | R                     | 145                   | Manlio Moro           | R                     |
| 126                             | Connor Swift                    | R                               | 136                   | Jonathan Milan        | 5°                    | 146                   | Lorenzo Milesi        | 70°                   |
| 127                             | Ben Turner                      | 25°                             | 137                   | Jasper Stuyven        | 41°                   | 147                   | Albert Torres         | 58°                   |
| Team DSM-Firmenich PostNL       | Team DSM-Firmenich PostNL       | Team DSM-Firmenich PostNL       | Team Jayco AlUla      | Team Jayco AlUla      | Team Jayco AlUla      | UAE Team Emirates     | UAE Team Emirates     | UAE Team Emirates     |
| N°                              | Ciclista                        | Clas.                           | N°                    | Ciclista              | Clas.                 | N°                    | Ciclista              | Clas.                 |
| 151                             | John Degenkolb                  | 97°                             | 161                   | Michael Matthews      | 62°                   | 171                   | Juan Sebastián Molano | R                     |
| 152                             | Patrick Eddy                    | R                               | 162                   | Luke Durbridge        | R                     | 172                   | Ivo Oliveira          | R                     |
| 153                             | Julius van den Berg             | R                               | 163                   | Dylan Groenewegen     | 9°                    | 173                   | Mikkel Bjerg          | 19°                   |
| 154                             | Nils Eekhoff                    | R                               | 164                   | Luka Mezgec           | R                     | 174                   | Álvaro Hodeg          | R                     |
| 155                             | Enzo Leijnse                    | R                               | 165                   | Kelland O'Brien       | R                     | 175                   | António Morgado       | 33°                   |
| 156                             | Niklas Märkl                    | R                               | 166                   | Elmar Reinders        | R                     | 176                   | Nils Politt           | 27°                   |
| 157                             | Casper van Uden                 | 38°                             | 167                   | Max Walscheid         | 32°                   | 177                   | Michael Vink          | R                     |
| Israel-Premier Tech             | Israel-Premier Tech             | Israel-Premier Tech             | Lotto Dstny           | Lotto Dstny           | Lotto Dstny           | Uno-X Mobility        | Uno-X Mobility        | Uno-X Mobility        |
| N°                              | Ciclista                        | Clas.                           | N°                    | Ciclista              | Clas.                 | N°                    | Ciclista              | Clas.                 |
| 181                             | Hugo Hofstetter                 | R                               | 191                   | Arnaud De Lie         | 90°                   | 201                   | Alexander Kristoff    | NP                    |
| 182                             | Hugo Houle                      | 88°                             | 193                   | Cédric Beullens       | R                     | 202                   | Jonas Abrahamsen      | 20°                   |
| 183                             | Oded Kogut                      | R                               | 194                   | Mathijs Paasschens    | R                     | 203                   | Stian Fredheim        | R                     |
| 184                             | Riley Pickrell                  | 84°                             | 195                   | Lionel Taminiaux      | 77°                   | 204                   | Tord Gudmestad        | 67°                   |
| 185                             | Jake Stewart                    | R                               | 196                   | Liam Slock            | 95°                   | 205                   | Erik Resell           | R                     |
| 186                             | Corbin Strong                   | 17°                             | 197                   | Brent Van Moer        | R                     | 206                   | Rasmus Tiller         | 23°                   |
| 187                             | Tom Van Asbroeck                | 68°                             | 198                   | Jasper De Buyst       | 29°                   | 207                   | William Blume Levy    | 82°                   |
| Q36.5 Pro Cycling Team          | Q36.5 Pro Cycling Team          | Q36.5 Pro Cycling Team          | Team Flanders-Baloise | Team Flanders-Baloise | Team Flanders-Baloise | TotalEnergies         | TotalEnergies         | TotalEnergies         |
| N°                              | Ciclista                        | Clas.                           | N°                    | Ciclista              | Clas.                 | N°                    | Ciclista              | Clas.                 |
| 211                             | Szymon Sajnok                   | 92°                             | 221                   | Lars Craps            | 79°                   | 231                   | Dries Van Gestel      | 34°                   |
| 212                             | Fabio Christen                  | 74°                             | 222                   | Jasper Dejaegher      | R                     | 232                   | Lucas Boniface        | R                     |
| 213                             | Tobias Ludvigsson               | R                               | 223                   | Siebe Deweirdt        | R                     | 233                   | Sandy Dujardin        | 24°                   |
| 214                             | Kamil Małecki                   | 31°                             | 224                   | Jules Hesters         | R                     | 234                   | Thomas Gachignard     | 43°                   |
| 215                             | Cyrus Monk                      | 93°                             | 225                   | Noah Vandenbranden    | R                     | 235                   | Émilien Jeannière     | 71°                   |
|                                 |                                 |                                 | 226                   | Yentl Vandevelde      | R                     | 236                   | Lorrenzo Manzin       | R                     |
| 217                             | Nicolò Parisini                 | R                               | 227                   | Dylan Vandenstorme    | 83°                   | 237                   | Anthony Turgis        | 37°                   |
| Tudor Pro Cycling Team          |                                 |                                 |                       |                       |                       |                       |                       |                       |
| N°                              | Ciclista                        | Clas.                           |                       |                       |                       |                       |                       |                       |
| 241                             | Matteo Trentin                  | 10°                             |                       |                       |                       |                       |                       |                       |
| 242                             | Sebastian Kolze Changizi        | R                               |                       |                       |                       |                       |                       |                       |
| 243                             | Jacob Eriksson                  | R                               |                       |                       |                       |                       |                       |                       |
| 244                             | Petr Kelemen                    | R                               |                       |                       |                       |                       |                       |                       |
| 245                             | Marius Mayrhofer                | 18°                             |                       |                       |                       |                       |                       |                       |
| 246                             | Rick Pluimers                   | 61°                             |                       |                       |                       |                       |                       |                       |
| 247                             | Maikel Zijlaard                 | R                               |                       |                       |                       |                       |                       |                       |